# Jim Bacchus

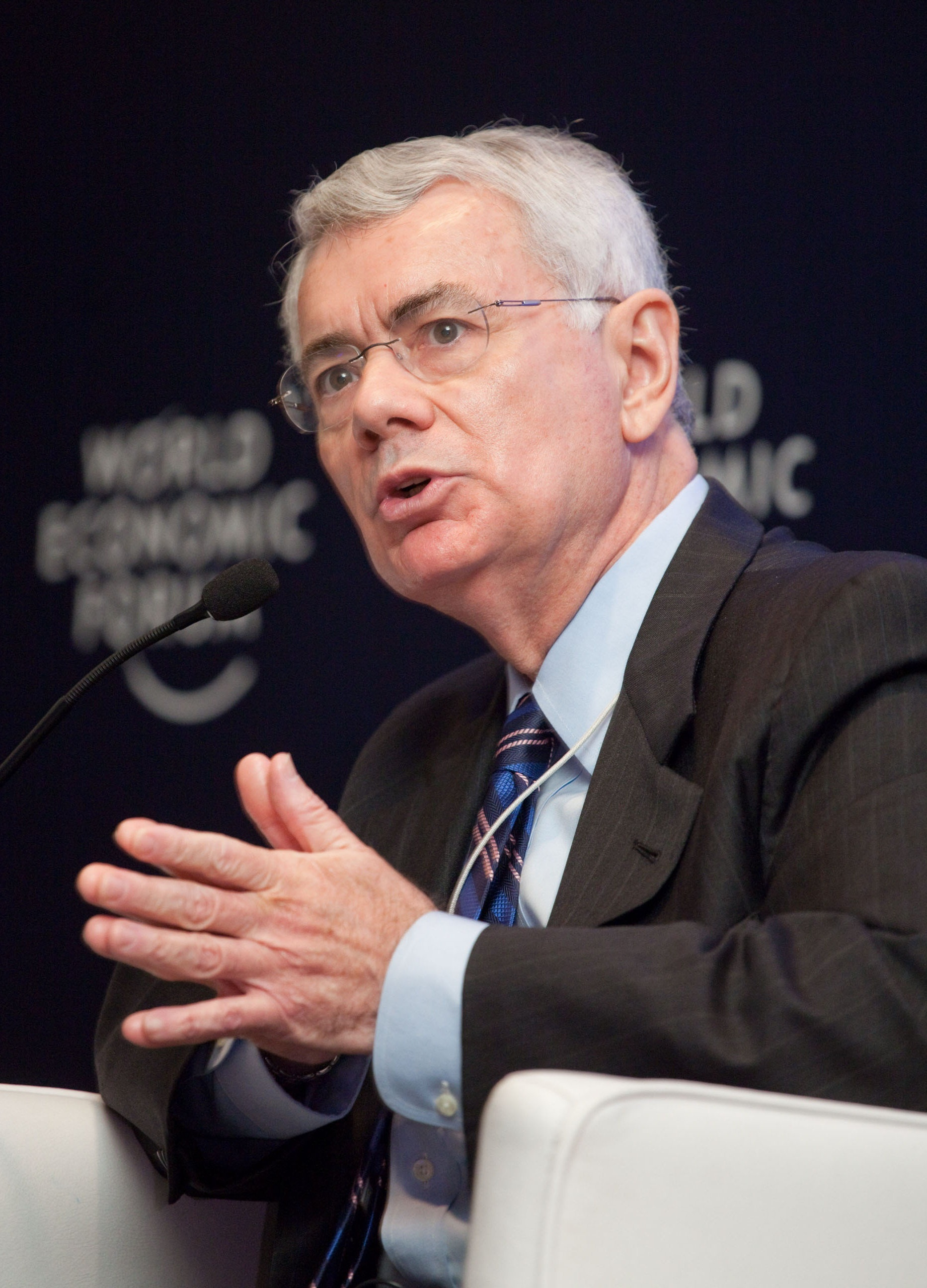
Jim Bacchus (2011)

James „Jim“ Bacchus (* 21. Juni 1949 in Nashville, Tennessee) ist ein US-amerikanischer Politiker und ehemaliges Mitglied des Appellate Body der Welthandelsorganisation (WTO). Zwischen 1991 und 1995 vertrat er den Bundesstaat Florida im US-Repräsentantenhaus.

## Leben
Jim Bacchus besuchte bis 1967 die Lyman High School in Longwood (Florida) und studierte bis 1971 an der Vanderbilt University in seiner Geburtsstadt Nashville. Daran schloss sich bis 1973 ein Studium an der Yale University an. Von 1971 bis 1977 war er Soldat der US Army. In den Jahren 1974 bis 1978 gehörte Bacchus zum Stab von Gouverneur Reubin Askew. Nach einem Jurastudium an der Florida State University in Tallahassee und seiner im Jahr 1978 erfolgten Zulassung als Rechtsanwalt begann er in seinem neuen Beruf zu arbeiten.
In den Jahren 1979 und 1981 arbeitete Jim Bacchus erneut für Askew, nachdem dieser zum Handelsvertreter der Vereinigten Staaten ernannt worden war. Von 1986 bis 1987 war er Berater der Planungskommission des Staates Florida. Politisch schloss sich Bacchus der Demokratischen Partei an. Bei den Kongresswahlen des Jahres 1990 wurde er im elften Wahlbezirk von Florida in das US-Repräsentantenhaus in Washington, D.C. gewählt, wo er am 3. Januar 1991 die Nachfolge von Bill Nelson antrat. Nach einer Wiederwahl im Jahr 1992 konnte er bis zum 3. Januar 1995 zwei Legislaturperioden im Kongress absolvieren. Während seiner zweiten Legislaturperiode von 1993 bis 1995 vertrat er als Nachfolger von E. Clay Shaw den 15. Distrikt seines Staates. 1994 verzichtete Jim Bacchus auf eine weitere Kandidatur.
1995 wurde er von den Mitgliedern der WTO zu einem Mitglied des Appellate Body gewählt und 1999 wurde er für eine zweite Amtszeit wiedergewählt. 2003 endete seine Amtszeit und er schied aus dem Gremium aus.
Seit 2004 leitete er eine in Miami ansässige international operierende und auf Handelsrecht spezialisierte Anwaltskanzlei. Im Jahr 2007 gehörte Bacchus auch einer vom Verteidigungsministerium eingesetzten Untersuchungskommission an, die Pflichtverletzungen im Walter-Reed-Militärkrankenhaus untersuchen sollte.

## Werke
- The Willing World: Shaping and Sharing a Sustainable Global Prosperity. Cambridge University Press, Cambridge 2018, ISBN 978-1-108-42821-7.